# Мандершајд
Мандершајд (њем. Manderscheid) град је у њемачкој савезној држави Рајна-Палатинат. Једно је од 107 општинских средишта округа Бернкастел-Витлих. Према процјени из 2010. у граду је живјело 1.301 становника. Посједује регионалну шифру (AGS) 7231080.

## Географски и демографски подаци
Мандершајд се налази у савезној држави Рајна-Палатинат у округу Бернкастел-Витлих. Град се налази на надморској висини од 388 метара. Површина општине износи 10,1 km². У самом граду је, према процјени из 2010. године, живјело 1.301 становника. Просјечна густина становништва износи 129 становника/km².